# Майдан Конституції (станція метро)
«Майдан Конституції» (до 20 листопада 2015 року — «Радянська») — 4-та станція Харківського метрополітену. Розташована на Холодногірсько-Заводській лінії метро між станціями «Центральний ринок» та «Левада». Введена в експлуатацію 23 серпня 1975 року.
Основне призначення станції — зв'язок транспортної мережі метрополітену з історичним центром міста. Станція розташована в центральній частині міста, на роздоріжжі головних міських магістралей. Має виходи до міста через підземні переходи до майдану Конституції, Харківської міської ради, універмагу «Дитячий світ», Харківського національного університету імені Котляревського, історичного музею, лялькового театру, Свято-Покровського монастиря, зупинок трамвая, тролейбуса та маршрутних таксі.
Поруч зі станцією беруть свій початок головні вулиці міста – Сумська, Григорія Сковороди, проспект Героїв Харкова. Також зі станції можна потрапити до торгового центру «Nikolsky» прямо через підземний перехід, відкритий у 2021 році. Від станції вирушає безліч автобусних маршрутів. Поблизу знаходиться трамвайна зупинка (маршрути №5, №6) і кінцева тролейбусного маршруту №11.

## Історія
Станція розташована в історичному центрі міста під майданом Конституції. Композиційний та архітектурний задум її оформлення узгоджений з історією та архітектурою майдану.
Була побудована у першій черзі Холодногірсько-Заводської лінії, яка почала діяти 23 серпня 1975 року. Проєктна назва станції — «Центр», за назвою розташованого біля місця майбутньої станції ресторану «Центральний». Саме під цією назвою станція фігурувала на спільному засіданні бюро Харківського міськкому КПУ та виконкому міськради народних депутатів 31 грудня 1965 року, щодо затвердження «Архітектурно-планувального завдання на майбутнє будівництво в Харкові першої черги метро». Під час подальших дослідницьких робот були виявлені несприятливі гідрогеологічні умови в цьому районі. Трасу лінії та місце майбутньої станції було перенесено у верхню частину площі Тевелєва (з 28 червня 1996 року майдан Конституції).
Згідно з початковим проектом, станцію «Радянська» планувалося розташувати на майдані Рози Люксембург (з 20 листопада 2013 року Павлівський майдан), біля Центрального універмагу. Після попередніх розвідок було виявлено несприятливі геологічні умови в цьому місці, і для полегшення будівництва трасування лінії вирішено було змінити, розташувавши станцію на площі Тевелєва, яка майже відразу після відкриття метро стала площею Радянської України. Фактично, будівництво станції метро і перевизначило чільну роль площі у центральній частині міста.
Станція споруджувалась закритим способом підземними виробками, за типовим проектом для пілонних станцій. Вестибюль споруджувався відкритим способом.
Гідрогеологічні умови спорудження станції приховували ті самі складності, що на всій першій пусковій ділянці – обводнені рухомі ґрунти. Спочатку очікували, що в цьому місці доведеться створювати станцію із заморожування ґрунтів, як на станції «Південний вокзал», проте в результаті обійшлися без цього. Прохідники горизонтально пробили штольню, пройшли до водоносного ґрунту, а потім піднялися вгору за допомогою натяжної камери. Ґрунт спускали вниз штольнею, потім вантажили його у вагонетки і видавали через основний ствол. Це дозволило не лише відмовитися від заморожування ґрунту, а й не зупиняти рух транспорту по самій площі.
Усі ділянки біля станції «Радянська» пройшли кесонним способом. Для цього у вже збудованих тунелях споруджували перемички, за які подавали стиснене повітря для стримування потоків води, монтували прохідницький щит та проходили тунелі за його допомогою. Найбільш складною ділянкою став 45-метровий відрізок, пройдений у підземному руслі річки Лопань. Дуже допомогла при будівництві станції встановлення забійного водозниження, розроблена інститутом ВНДІОМШС спільно з Харківським інженерно-будівельним інститутом. Саме біля ствола шахти біля станції було здійснено першу збійку тунелів.
Не останню роль при прокладанні тунелів відігравало і динамічне навантаження на ґрунти, яке створювалося від руху трамваїв на поверхні і суттєво ускладнювало процес будівництва.
Про чудову майстерність метробудівців, які вели прохідку за таких умов, говорить і такий факт. Коли під час проведення проектно-вишукувальних робіт для будівництва метро у Варшаві натрапили на подібне, це змусило надовго відступити. Почувши про успіхи харків'ян, із Польщі направили делегацію інженерів-будівельників, які побували на об'єкті та перейняли досвід, успішно застосувавши його пізніше.
Коли тунелі між станціями «Радянська» та «Проспект Гагаріна» вже були прокладені, відбулося раптове підвищення рівня ґрунтових вод на цій ділянці, що призвело до активних викидів обводненого дрібнозернистого піску через незакриті шви залізобетонної обшивки. Для ліквідації аварії використовували метод хімічного закріплення ґрунтів спеціальними сумішами, виготовленими на основі полімерних матеріалів.
При будівництві платформи станції було застосовано метод безрулонної гідроізоляції. Він включає в себе підготовку поверхні, що ізолюється, з подальшим механічним нанесенням гідрофобізатора і полімерних складів, що складаються з грунтовочного і фарбувального шарів. Також саме при спорудженні станції «Радянська» був вперше застосований водонепроникний бетон, до складу якого входить цемент, що швидко схоплюється.
Починаючи з етапу бетонування конструкцій станції, у будівництві метро брали участь студенти інститутів та технікумів, причому не лише технічних спеціалізацій. Наприклад, на станції «Радянська» робітникам допомагали студенти далекого від метробудування Харківського медичного інституту.
Для вибору проекту станції було організовано конкурс, де серед семи ескізів проектів виділили два проекти, створені інститутом «Харківметропроєкт». Зрештою, із двох проектів і вибрали той, що був реалізований.
28 червня 1996 року площа Радянської України була перейменована у майдан Конституції. 20 листопада 2015 року Харківська міська рада винесла рішення про перейменування станції у зв’язку з ухваленим Верховною Радою законом про декомунізацію. Фактично станцію було перейменовано 31 грудня, коли було замінено назви та покажчики на колійних стінах, світлодіодні таблички на входах та записи інформатора.
Наприкінці 2000-х харківська підземка стала наслідувати приклад Києва щодо обклеювання станцій рекламою. У цьому питанні станція «Майдан Конституції» міцно утримує перше місце.
У травні-червні 2023 року експонувалася тут виставка героїв міста.

## Технічна характеристика
Пілонна станція трисклепінна з острівною прямою платформою. Єдиний вестибюль станції, східний, з'єднується з платформами тристрічковим ескалатором. Станція з колійним розвитком — до I колії з боку станції «Проспект Гагаріна» примикає одноколійна ССГ у вигляді з'їзду з Салтівської лінії.
Два переходи (через середину (над колією в бік станції Холодна гора) і західний торець розподільного залу) з'єднують станцію «Майдан Конституції» зі станцією Салтівської лінії — «Історичний музей». У зв'язку з тим, що станція розташована в самому центрі міста і є частиною пересадочного вузла, тут майже ніколи не буває порожньо і натовпу людей на платформі – звичайне явище не тільки в години пік, а й у ранкові та вечірні години роботи. До правого тунелю біля кордону станції примикає службово-сполучна гілка Салтівської лінії.

## Оздоблення
Конструктивне оформлення відповідає типовому проекту станції пілонного типу. Такий тип станції був обраний для будівництва в подібних геологічних умовах, а також через необхідність організації пересаджувального вузла в цьому місці. Ідейно-композиційний задум оформлення станції пов’язаний з архітектурою самої площі, її історією та забудовою. Загалом зовнішній вигляд станції суворий та поєднує непомітні світлі кольори. Основною окрасою для станції є світильники, оформлення переходів і вестибюля. За іронією долі, сучасний вид площі Конституції з пам'ятником незалежності України значно більше відповідає оформленню станції, ніж вид площі під час відкриття станції.
Пілони мають стандартне звуження донизу та симетричні вертикальні поглиблення. Пілони, стіни центральної та бічних залів облицьовані білим мармуром «Коелга» уральського родовища. Прорізи між пілонами однакові з ними по ширині. Освітлення станції забезпечують світильники незвичайної форми, підвішені на стелі вздовж платформи. Підлога станції викладена з гранітних плит червоного кольору.
Платформа станції зв'язується з вестибюлем за допомогою тристрічкового ескалатора типу ЛТ-3. При проектуванні станції було допущено помилку – у похилому тунелі спорудили три ескалатори замість чотирьох, внаслідок чого ескалатори не справлялися зі своїм навантаженням. До відкриття Салтівської лінії у вестибюлі станції навіть не в години пік постійно виникала тиснява, де пасажири могли провести в натовпі по 10 хвилин, перш ніж потрапити на станцію.
Перший перехід до станції «Історичний музей» у середині платформи було відкрито одночасно з новою лінією. Цей перехід майже завжди забитий людьми – після кожного прибуття поїзда на будь-якій лінії тут незмінно утворюється тиснява. У 2016-2017 роках перехід було реконструйовано. Стіни, сходи та перила облицювали гранітом сірого кольору, додавши металеві грати. Реконструкція проводилася у два етапи. Стіни, сходи та перила облицювали гранітом, додавши металеві грати. Для обробки використовували світло-сірий граніт габро.
Другий перехід до станції «Історичний музей» з торця центральної зали було відкрито 31 грудня 1983 року, до пуску Салтівської лінії, щоб розвантажити ескалатори, які не впоралися з пасажиропотоком. Він облицьований мармуром коричневого кольору в єдиному стилі зі станцією «Історичний музей». У кутку переходу раніше розташовувався напис про відкриття другої лінії (демонтований у 2023 році). Також наприкінці 2000-х тут з’явилася лава зі старовинним годинником, яка відразу стала улюбленим місцем зустрічей для багатьох пар і не тільки. Проте сусідство із туалетами ставить під сумнів романтичність цього місця.
Колійні стіни станції «Майдан Конституції» облицьовані світло-жовтим мармуром «Газган» узбекистанського родовища. Зверху нанесена смуга із мармуру сірого кольору. Цоколь станції фанерований бурим мармуром. Краї платформи викладені гранітом сірого кольору. Але реклама, що розплодилася в останні роки, аж ніяк не йде на користь зовнішньому вигляду станції.
У бічних залах платформи для освітлення використовуються такі ж світильники. Вони виготовлені із зчленованих один з одним алюмінієвих профілів перехресної форми, утворюючи композицію з множини «ромбів».
Вестибюль станції досить великий та розрахований на великі потоки пасажирів, його площа становить близько 500 квадратних метрів. Стеля залу вестибюля підтримують дві грибоподібні колони, облицьовані мармуровими плитами. У верхній частині світильників і круглих нішах стелі розташовуються люмінесцентні світильники, які радіально розходяться від центру. Біля входу до вестибюлю також встановлені лавочки із ліхтарями, стилізованими під старовину. Раніше тут також були зелені «трав’янисті» килимки, проте їх потрібно регулярно очищати від бруду, тому їх вирішено було прибрати.
Підземний перехід, що веде до вестибюлю станції, був побудований ще 1965 року, за десять років до відкриття метро.

## Галерея

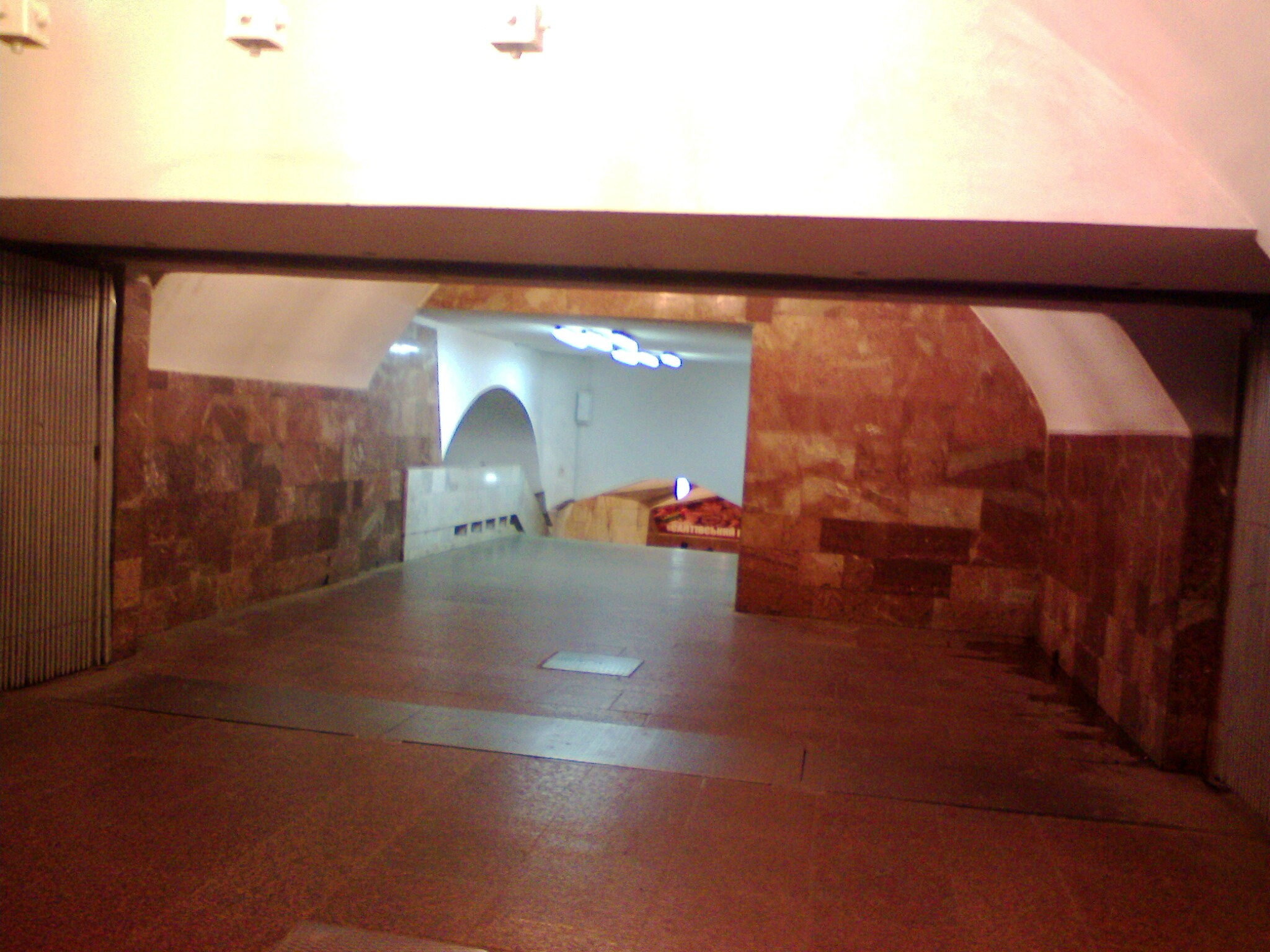
Перехід на станцію метро Історичний музей Салтівської лінії.
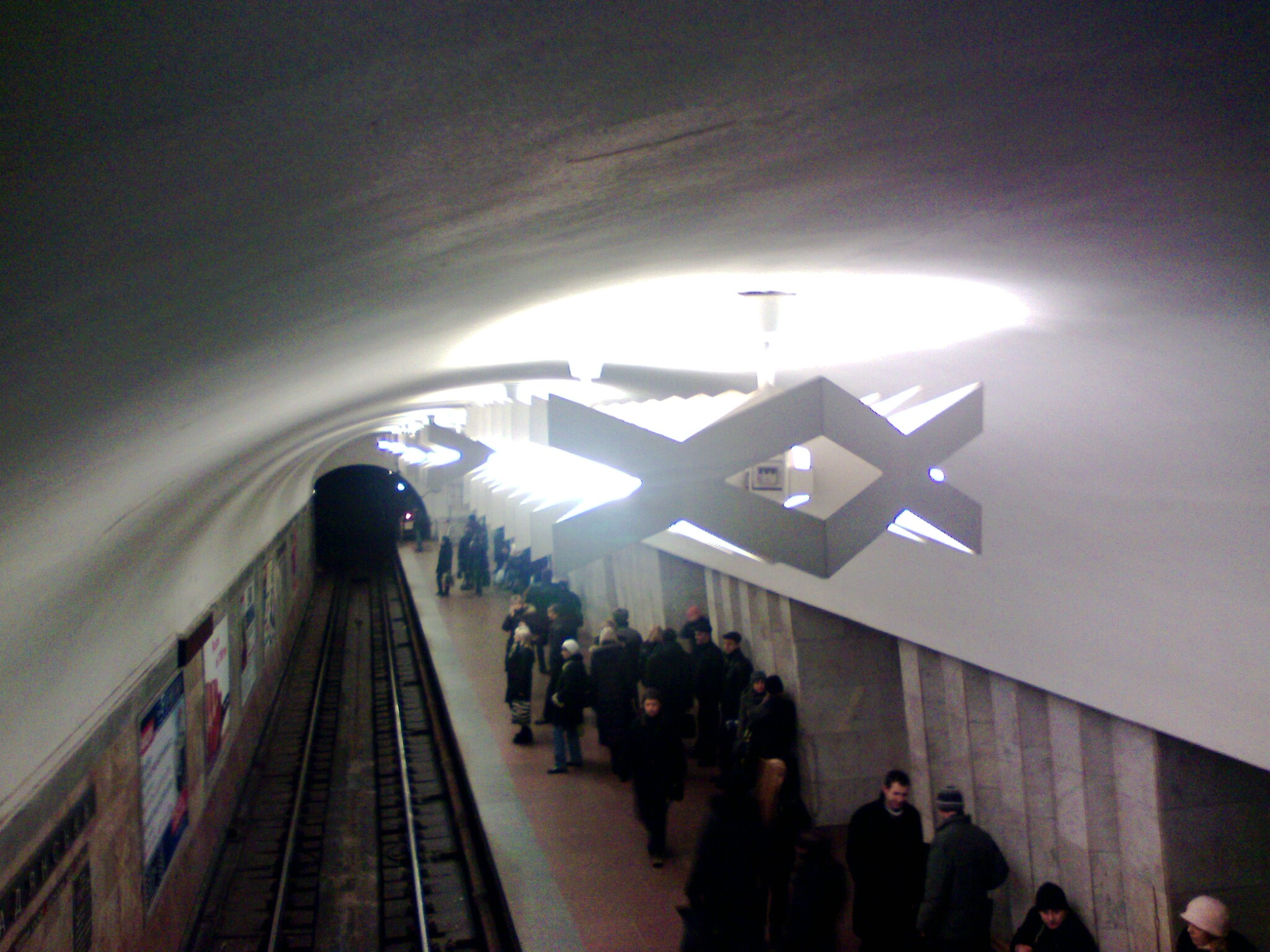
Вид на станцію з боку переходу.
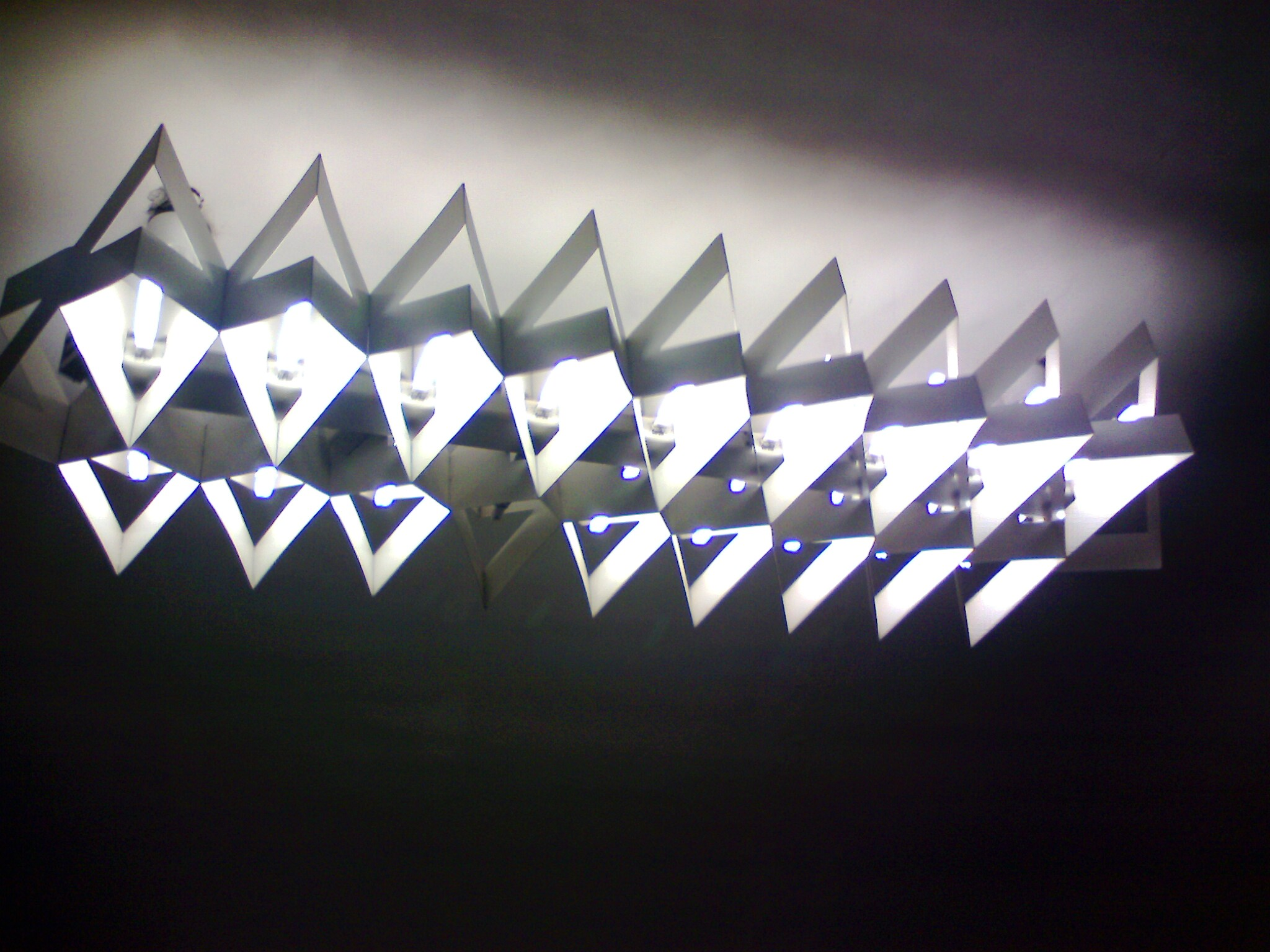
Люстра на станції.
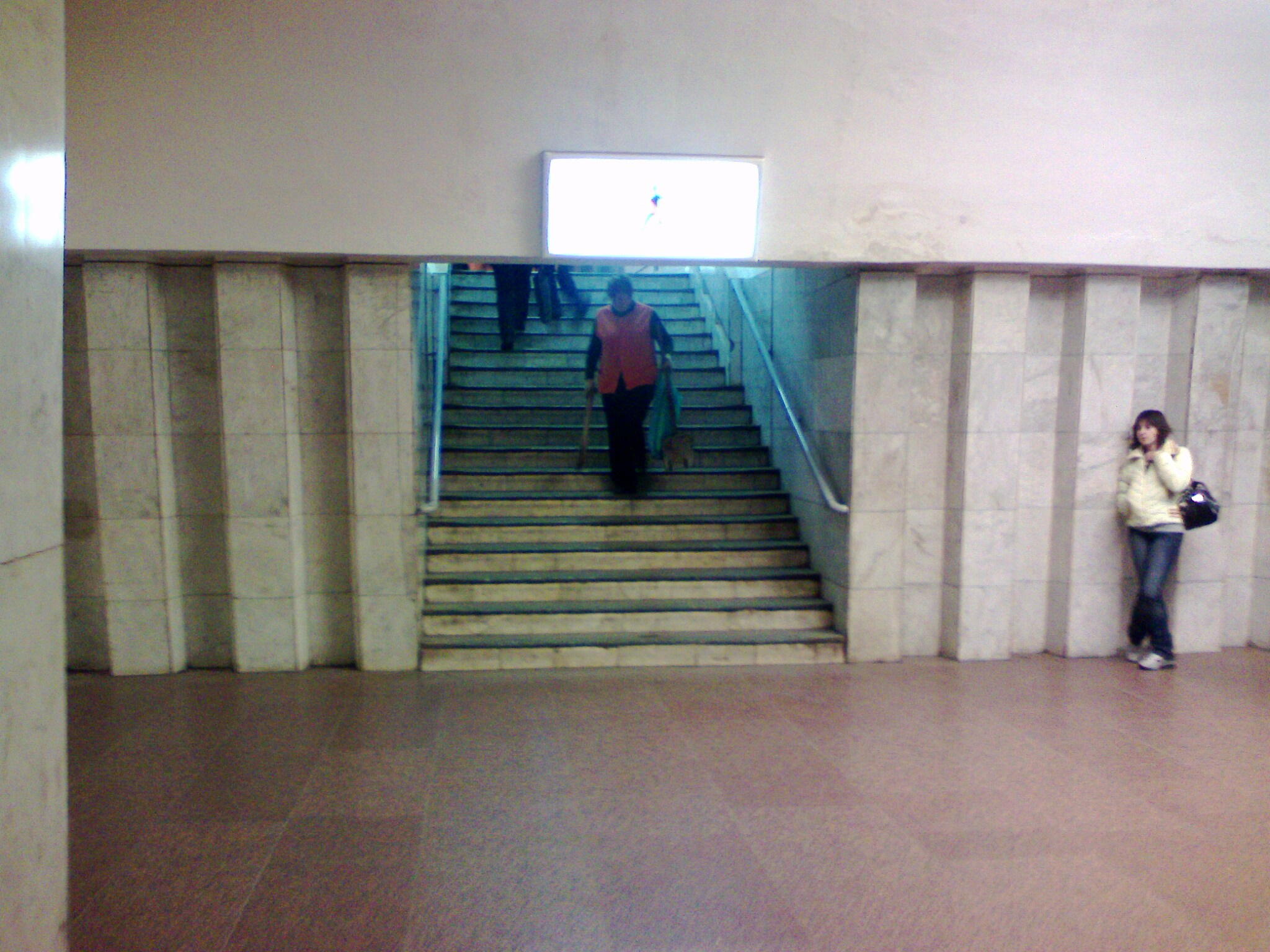
Вид на перехід на станцію Історичний музей Салтівської лінії.